# 生活交通バス
生活交通バス（せいかつこうつうバス）は、かつて愛知県一宮市が運行していたコミュニティバスである。スイトトラベル（本社岐阜県大垣市）に委託されていた。
2016年にi-バスに統合され廃止。統合後もスイトトラベルが引き続き委託されている。

## 概要
路線は2路線。千秋町コースと大和町・萩原町コースがあった。
千秋町コース
愛称は「千秋ふれあいバス」。運賃は200円均一（小学生は100円）。かつての名鉄バス千秋線（2002年廃止）に準じた路線である。
一宮駅Bのりば「一宮駅東口」 → 市民病院南 → 赤見 → ウキナオ → 穂積塚本 →千秋病院→ 一宮駅東口
大和町・萩原町コース
愛称は「ニコニコふれあいバス」。運賃は200円均一（小学生は100円）。
一宮駅Aのりば「一宮駅西口」 → 山下病院 → 大和団地 → 西宮重 → 西御堂東 → 萩の里 → 大和団地 → 一宮駅

## 沿革
- 2007年（平成19年）11月1日 - 運行開始
- 2010年（平成22年）4月1日 - 中ドア乗車、前ドア降車に乗降方法を変更。i-バスとの共通回数券を発売開始。
- 2013年（平成25年）10月1日 - ダイヤ改正
- 2016年（平成28年）4月1日 - 生活交通バスをi-バスに統合。「ふれあいバス」の愛称とスイトトラベルへの運行委託を継続[1]。